# Dendroides
Dendroides (лат.) — род жуков семейства огнецветки.

## Описание
Сложные глаза очень большие, особенно у самцов, сверху соприкасаются или почти соприкасаются. Членики усиков очень длинные, обычно в 4,0 раза длиннее своей длины. Переднеспинка немного шире своей длины. Парамеры эдеагуса очень удлиненные, более чем в два раза длиннее фаллобазы (основания эдеагуса).

## Экология

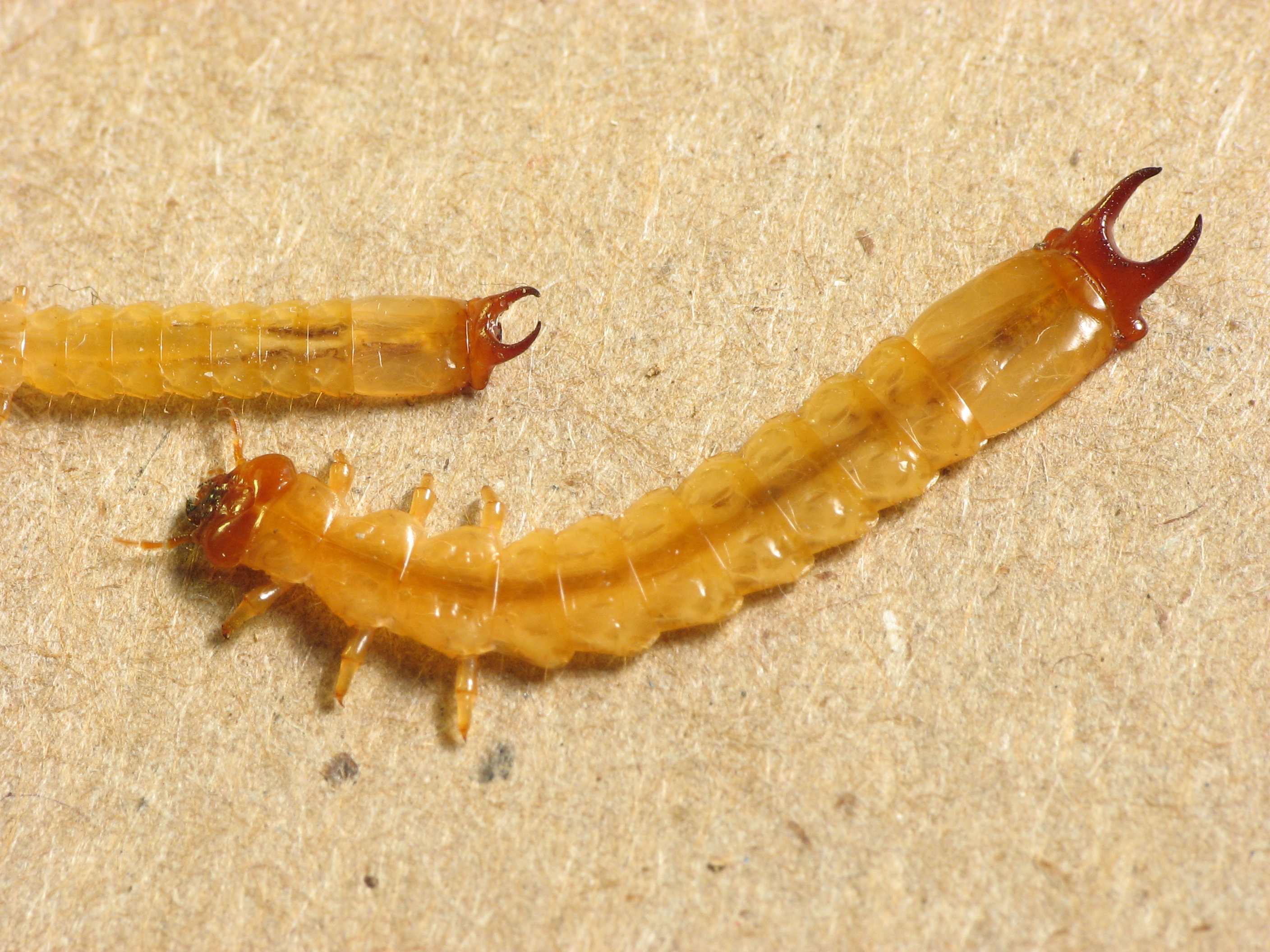
Личинка Dendroides canadensis

Экология лучше изучена на примере Dendroides canadensis. Этот вид не переходит во время зимовки в состояние диапаузы. Избежать замерзания помогают особые белки, обладающие антифризными свойствами.

## Классификация
Включает следующие виды.
- Dendroides bicolor (Newman, 1838)
- Dendroides canadensis Latreille, 1810
- Dendroides concolor  (Newman, 1838)
- Dendroides ephemeroides  (Mannerheim, 1852)
- Dendroides huanglong Yang, Young, Yang, Pan, 2025
- Dendroides lesnei Blair, 1914
- Dendroides marginatus Van Dyke, 1928
- Dendroides picipes Horn, 1880
- Dendroides testaceus LeConte, 1855
- Dendroides ussuriensis L.N. Medvedev, 1977

## Распространение
Встречаются в Северной Америке и на востоке Азии.